# Houthalen
Houthalen is een deelgemeente van de fusiegemeente Houthalen-Helchteren in de Belgische provincie Limburg, het was een zelfstandige gemeente tot aan de gemeentelijke herindeling van 1977. Houthalen is vooral bekend omwille van de toeristische domeinen Kelchterhoef en Hengelhoef en de voormalige steenkoolmijn van Houthalen.

## Ligging
Houthalen ligt in de Kempen op 10 kilometer ten noorden van Hasselt aan de weg van Hasselt naar Eindhoven. De autosnelweg E314/A2, waarmee Houthalen een aansluiting heeft, vormt de zuidergrens met Zonhoven en Genk. In het zuidoosten ligt natuur- en recreatiepark Hengelhoef. Hier stroomt de Roosterbeek, die via de Slangbeek in de Demer uitmondt. De Roosterbeek vormt voor een klein deel de scheiding tussen Houthalen en de gemeente Genk. Deze beek heeft een vallei gecreëerd vlak bij kasteel Engelhof met een geschiedenis van meer dan 800 jaar. De noordgrens met Helchteren wordt gevormd door de Mangelbeek die in de Demer uitmondt. In het zuiden van de deelgemeente Helchteren stroomt nog de Laambeek die eveneens in de Demer uitmondt.

## Toponymie
Houthalen werd voor het eerst vermeld in 1117 als Halu, in 1223 als Hale. Vanaf 1280 ook Holt-Halen. Aan het toponiem Halen worden diverse betekenissen toegedacht: Hal, harde droge grond, of halahdra (jeneverbesstruik).

## Geschiedenis
In de omgeving werden enkele archeologische vondsten gedaan. Zo werd op de Tenhaagdoornheide een Merovingische fibula gevonden.
In de middeleeuwen, en zeker sinds de 13e eeuw, behoorde het dorp tot het domein van de Graven van Loon. Samen met Zolder, Stokrooie, Zonhoven en Heusden vormde Houthalen toen de heerlijkheid Land van Vogelsanck. Het dorp Houthalen was verdeeld in vier herdgangen of kwartieren: het Houthalen-dorp, Laak, Lillo, en Tenhout (met Kwalaak en Tenhaagdoorn). Sinds eind 16e eeuw had elk kwartier een eigen schans.
De parochie van Houthalen bestond vermoedelijk al vóór 1223, in welk jaar het patronaatsrecht overging op de Abdij van Floreffe. Dit geschiedde door Meilindis en Alidis van Hale, de laatste telgen uit het geslacht van de heren van Houthalen. Reeds in 1141 had deze Abdij gronden in de omgeving van Houthalen verworven.
Omstreeks het midden van de 14e eeuw was er een conflict tussen de abt van de Abdij van Sint-Truiden, Robert van Craenwick, die ook heer van Helchteren was, en ridder Hendrik van Halbeek. De laatste viel Helchteren tot driemaal toe aan. De derde maal, in 1365, werd Helchteren geholpen door inwoners van Houthalen, waarbij een tweetal Houthalenaars omkwamen.
In 1429 verkreeg Houthalen, evenals diverse andere Kempense dorpen, het buitenpoorterschap van Hasselt. Dit hield in dat de stad Hasselt zorg zou dragen voor de verdediging, maar dat de betreffende dorpen ook zouden meehelpen als Hasselt in gevaar was. Al spoedig echter braken oorlogen uit, waarbij onder meer Willem I van der Marck Lumey, Heer van Vogelsanck, betrokken was. Door de eeuwen heen was er met grote regelmaat sprake van oorlogen en overlast van plunderende troepen. Dit leidde tevens tot de uitbraak van tal van besmettelijke ziekten. In 1702, tijdens de Spaanse Successieoorlog, woedde er in het dorp een grote brand. Omstreeks 1780 bereikte de Steenweg op Luik ook Houthalen.
Ook tijdens de Tiendaagse Veldtocht had het dorp te lijden: op 6 augustus 1830 werden door de Hollanders drie huizen in brand geschoten.
Houthalen was tot aan de Tweede Wereldoorlog een landbouwgemeente, waar rogge, haver en boekweit werden verbouwd en daarnaast ook vlas en koolzaad. Op de heidegebieden was schapen- en bijenteelt, terwijl er op Hengelhoef en Kelchterhoef visvijvers waren.

### Steenkoolmijn
In 1938 werd nog de steenkoolmijn van Houthalen geopend. Deze fusioneerde in 1964 met de mijn van Zolder en werd in 1992, samen met die van Zolder, gesloten. Door de ontginning van steenkool veranderde Houthalen van een landbouwdorp tot een verstedelijkte woonkern met verscheidene sociale woonwijken. In 1930 werd de Oude Cité gebouwd, met dertig mijnwerkerswoningen. Vanaf 1939 bouwde men aan de tuinwijk Meulenberg. Door de mijnsluiting ontstonden er sociaal-economische problemen. Op het terrein van de mijn en de terril kwam een nieuw bedrijventerrein, Centrum-Zuid, terwijl ook de industriezone Europark, ten noordoosten van Houthalen, werd aangelegd. Van de mijn bleef het hoofdgebouw en de twee mijnschachten overeind.
In 1977 fuseerden de gemeenten Houthalen en Helchteren tot de gemeente Houthalen-Helchteren, waarvan Houthalen het verzorgingscentrum is en waar ook het gemeentehuis staat.

## Demografische ontwikkeling
- Bronnen:NIS, Opm:1831 tot en met 1970=volkstellingen; 1976 = inwoneraantal op 31 december

## Kernen
Houthalen omvat naast het centrum nog vier gehuchten die tevens parochies zijn. Langs de N74 ligt Laak dat door lintbebouwing naar het centrum toe gegroeid is.
In het westen tegen de grens met Heusden ligt Lillo. Net zoals bij Lillo aan de Schelde is de benaming afkomstig van linde en het toponiem lo. Bij de Sint-Catharinakapel staat nog een (oude) lindeboom.
In het zuidoosten ligt Meulenberg dat ontstaan is rond de mijnwerkerstuinwijken. Meulenberg is volledig vergroeid met het centrum.
In het oosten ligt Houthalen-Oost, bestaande uit recentere verkavelingen. De bebouwde kernen van Houthalen-Oost en het Genkse Zwartberg sluiten op elkaar aan. Tot in 1960 had Houthalen-Oost, dat toen nog Park van Genk heette, geen verbinding met Houthalen en was het volledig aangewezen op Zwartberg.

## Bezienswaardigheden

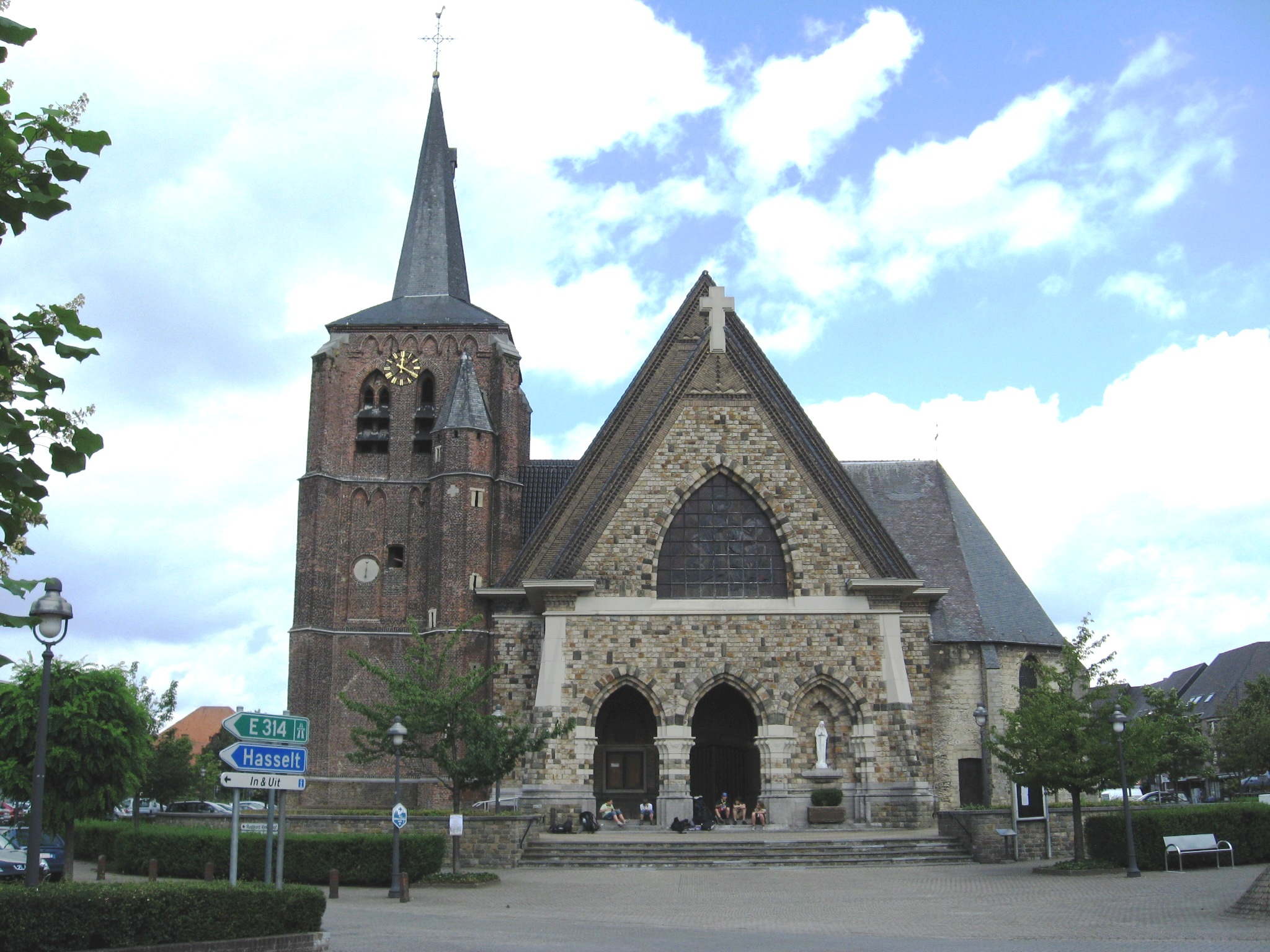
De Sint-Martinuskerk

- de Sint-Martinuskerk bestaat uit twee in elkaar gebouwde kerken. De eerste kerk is de oude kerk met een gotisch koor uit 1437 in Maaskeien. De laatgotische kerktoren dateert van omstreeks 1500 en werd gebouwd in baksteen. De oude kerk werd in 1935 beschermd als monument. Dwars op de oude kerk werd tussen 1938 en 1940 een nieuwe modern-gotische kerk gebouwd als alternatief van de oorspronkelijk geplande mijnkathedraal in de wijk Meulenberg
- de pastorie dateert uit 1739 en is gebouwd in Maaslandse stijl. De pastorie is merkwaardig omdat de voorkant van de pastorie naar de tuin toe ligt en de achterkant naar de straat en naar de kerk toe. In 1996 werd de pastorie beschermd als monument en de omgeving ervan als beschermd stadsgezicht
- de Sint-Catharinakapel uit 1617
- de twee schachtbokken, die de liftkooien van de vroegere steenkoolmijn ondersteunden, werden respectievelijk in 1998 en in 2001 beschermd als monument
- de Genaderse Molen, een watermolen aan de Laambeek, werd reeds vermeld in 1436. De kern van het huidige gebouw dateert uit 1788. In 1903 werd de molen uitgebreid en in 1985 werd ze grondig gerestaureerd waarna de molen als horeca-zaak wordt uitgebaat

## Natuur en recreatie
Houthalen ligt op de westflank van het Kempens Plateau, op een hoogte van ongeveer 70 meter. Van het plateau uit stromen de Laambeek, ten zuiden van Houthalen, en de Mangelbeek ten noorden van Houthalen, in westelijke richting. In oostelijke richting liggen de hieronder genoemde natuur- en recreatiegebieden, en bovendien enkele landgoederen, zoals Domein Luciebos en het voormalige Domein Masy. Dan is er de Donderslagse Heide, een schietterrein. Ook vindt men er de Begijnenheide, tegenwoordig bebost.
- Ten zuiden van Houthalen liggen nog enkele vochtige reservaten behorende tot de Laambeekvallei, namelijk Breelaarheide, Kolveren en Laambroeken.
- In het zuiden van de deelgemeente ligt het natuurgebied Tenhaagdoornheide dat voornamelijk uit heide, dennenbossen en vennen bestaat. Het gebied ligt in de vallei van de Laambeek en heeft een oppervlakte van 360 hectare. Een ecotunnel onder de autosnelweg E314 zorgt voor een natuurlijke verbinding met het natuurgebied de Teut dat op het grondgebied van de gemeente Zonhoven ligt.
- Het domein Hengelhoef dat ten oosten van Tenhaagdoornheide ligt, heeft een oppervlakte van 320 hectare en is een recreatiepark met bungalows, camping, subtropisch zwembad en vele bossen en vijvers. Het domein kwam in 1141 in het bezit van de abdij van Floreffe. Van 1962 tot 2000 was het een sociaal vakantiecentrum van de Christelijke Mutualiteit. Het kasteel Engelhof op het domein dateert van 1903.
- Het domein Kelchterhoef ligt ten noorden van Tenhaagdoornheide en heeft een oppervlakte van 200 hectare. Dit domein kwam in 1228 ook in het bezit van de abdij van Floreffe. In 1954 kocht de gemeente Houthalen het domein en bouwde er een recreatiepark uit met camping en zwemvijver De Plas. De U-vormige abdijhoeve en de twee Kempense langgevelboerderijen op het domein werden omgebouwd tot horeca-zaken. Van 1970 tot in 1986 was er een provinciaal automuseum gevestigd. Daarna verhuisde de collectie naar Autoworld, in het Jubelpark van Brussel.
- De Limburg Golf & Country Club ligt aan de Weg naar Zwartberg ten Oosten van Houthalen.

## Politiek
- Lijst van burgemeesters van Houthalen

## Bekende Houthalensen
Houthalen is de geboorteplaats van:
- Ingrid Daubechies (17 augustus 1954), wis- en natuurkundige. Zij is een wereldautoriteit op het vlak van wavelets die gebruikt worden voor beeldcompressie.
- Harry Martens (1945), voormalig hoogleraar en rector van het Limburgs Universitair Centrum
- Désirée Viola (1992-2018), actrice en danseres